# Geraldine Zinat
Geraldine Zinat (Niza, 25 de noviembre de 1973) es una actriz y cantante francesa nacionalizada mexicana y nicaragüense.

## Carrera
Participa en 2002 en la película Vampires: Los Muertos y en 2011 en la película From Prada to Nada.
También ha trabajado en televisión. En 2006 actúa en Nuestras mejores canciones y en 2011 participa en Bienvenida realidad. En 2013 realizó el papel de Francisca en La patrona de Telemundo junto a Aracely Arambula, y su más reciente papel es en las telenovelas Los miserables y La doña otra vez con Aracely Arambula.

## Filmografía

### Telenovelas
- 2008, El juramento ... Concha
- 2010, Las Aparicio ... Amelia Martínez
- 2011, La reina del sur  ... Agente de la DEA
- 2011, Bienvenida realidad ... Susana Marín
- 2013, La patrona  ... Francisca Mogollón
- 2013–2014, Las trampas del deseo ... Gema
- 2014-2015, Los miserables ... Sor Milagros
- 2016, El señor de los cielos 4 ... Amalia Ramírez
- 2016, 2020; La doña ... Madre de Altagracia
- 2017, Su nombre era Dolores, La Jenn que yo conocí ... Mamá de Ferny

### Series
- 2006, Nuestras mejores canciones ... Geraldine Zinat y César Costa
- 2008-2010, Capadocia  ... Claudia
- 2014, Dos Lunas  ... Directora del Centro de Detención
- 2015-2016, Club de cuervos ... Gina
- 2016, Hasta que te conocí ... Consuelito Velázquez
- 2018, Descontrol ... Agente de seguros
- 2018, José José: el príncipe de la canción ... Leticia
- 2019, La Guzmán ... Mariana
- 2020, Los pecados de Bárbara ... Úrsula
- 2020, Desaparecida[3]

### Películas
- 1998, Al borde  ... Denisse "Desirée" Martínez
- 1998, Lost in the Bermuda Triangle  ... Jenny Sykes
- 2000, Mexico City ... Claire Mallbin, directora del hotel
- 2002, Vampires: Los Muertos ... Mesera
- 2012, Las paredes hablan  ... Esperanza Herran
- 2013, From Prada to Nada  ... Recepcionista Bibian Ruiz
- 2013, Deseo ... Francesa Lozano de Pérez
- 2015, Donde corre el agua